# Ратко Ристић
Ратко Ристић (Лозница, 26. јул 1961) српски је универзитетски професор. Актуелни је професор Шумарског факултета и проректор за међународну сарадњу Универзитета у Београду.

## Биографија
Рођен је 26. јула 1961 године у Лозници, у тадашњој Народној Републици Србији. Основну школу и гимназију је завршио у Београду. Шумарски факултет, Одсек за водопривреду ерозионих подручја, уписао је 1981. а дипломирао 1985.
Радио је у Водопривредној организацији Београд, као пројектант-сарадник на више идејних и главних пројеката регулација корита бујичних токова. Током 1989. радио је у Београдској истраживачкој станици. Од 1. марта 1990. запослен је на Шумарском факултету, као асистент-приправник. Магистрирао је 1993, а докторирао 2000. У звање доцента изабран је 2001, за ванредног професора изабран је 2006, а у звање редовног професора 2011.
Објавио је 100 научних радова: 32 у научним часописима, од чега је 20 радова објављено у међународним часописима, док је 68 представљено на домаћим и међународним научним скуповима. Као аутор или коаутор објавио је десет прилога у монографијама међународног и домаћег значаја. Написао је универзитетски уџбеник под насловом Хидрологија бујичних токова. Рецензирао је десет публикација из области заштите и унапређења животне средине, статистике и хидрологије. Учествовао је на изради 115 пројеката и студија, као одговорни пројектант или пројектант сарадник.
Одржао је већи број предавања по позиву, у земљи и иностранству, на универзитетима, научним скуповима, стручним скуповима (Канада, Француска, Македонија, Србија, Аустрија, Енглеска, Мароко).
Био је кандидат коалиције Национално окупљање за градоначелника Београда на изборима за одборнике Скупштине града Београда 2023. Тренутно је члан организације Ми — Снага народа.

## Одабрани радови
- Ristić, R.; Kostadinov, S.; Abolmasov, B.; Dragićević, S.; Trivan, G.; Radić, B.; Trifunović, M.; Radosavljević, Z. : Torrential floods and town and country planning in Serbia, Natural Hazards and Earth System Sciences (ISSN 1561-8633), No. 1, Vol. 12, pg. 23‒35 ( . 2012. doi:10.5194/nhess-12-23-2012). Недостаје или је празан параметар |title= (помоћ).
- Ristić, R.; Kašanin-Grubin, M.; Radić, B.; Nikić, Z.; Vasiljević, N. : Land degradation in ski resort “Stara planina”, Environmental Management, (ISSN 0364-152X, print version; ISSN 1432-1009, electronic version), No. 49, pg. 580‒592 ( . 2012. doi:10.1007/s00267-012-9812-y). Недостаје или је празан параметар |title= (помоћ).
- Ristić, R.; Macan, G. (1997): The Impact of erosion control measures on runoff Processes, Red Book- IAHS Publ. no. 245, pg. 191‒194, England ( 1-901502-30-9).
- Ристић, Р.; Мацан, Г. : Истраживање процеса интерцепције у буково-јеловој састојини на планини Гоч, Гласник Шумарског факултета (ISSN 0353-4537), бр.86, стр. 181‒188 ( . 2002. doi:10.2298/GSF0286181R). Недостаје или је празан параметар |title= (помоћ).
- Ристић, Р. : Време кашења отицаја на бујичним сливовима у Србији, Гласник Шумарског факултета (ISSN 0353-4537), бр. 87, стр. 51‒65 ( . 2003. doi:10.2298/GSF0387051R). Недостаје или је празан параметар |title= (помоћ) (прегледни рад).
- Ristić, R.; Ljujić, M.; Despotović, J.; Aleksić, V.; Radić, B.; Nikić, Z.; Milčanović, V.; Malušević, I.; Radonjić, J. (2013): Reservoir sedimentation and hydrological effects of land use changes-case study of the experimental Dičina river watershed, Carpathian Journal of Earth and Environmental Sciences (ISSN Printed: 1842-4090; ISSN Online: 1844-489X), 8, No. 1, pg. 91‒98.
- Ristić, R.; Marković, A.; Radić, B.; Nikić, Z.; Vasiljević, N.; Živković, N.; Dragićević S. (2011): Environmental Impacts in Serbian Ski Resorts, Carpathian Journal of Earth and Environmental Sciences (ISSN Printed: 1842-4090; ISSN Online: 1844-489X). 6  (2):  125‒134
- Ristić, R.; Radić, B.; Miljanović, V.; Trivan, G.; Ljujić, M.; Letić, Lj.; Savić, R. : „Blue-green“ corridors as a tool for mitigation of natural hazards and restoration of urbanized areas: a case study of Belgrade city, SPATIUM-International Review (ISSN 1450-569X), No. 30, pg. 18‒22 ( . 2013. doi:10.2298/SPAT1330018R). Недостаје или је празан параметар |title= (помоћ).
- Ristić, R.; Kostadinov, S.; Radić, B.; Trivan, G.; Nikić, Z. (2012): Torrential Floods in Serbia – Man Made and Natural Hazards, 12th Congress INTERPRAEVENT 2012, Proceedings ( 978-3-901164-19-4), pg. 771‒779, Grenoble, France.
- Kostadinov, S.; Ristić, R. (2013): Erosion and Torrent Control Works in Serbia, Journal of Torrent, Avalanche, Landslide and Rock Fall Engineering (Zeitschrift fur Wildbach-, Lawinen-, Erosions- und Steinschlagschutz,  978-3-9503089-5-2), No. 171, pg. 246‒254.